# Consistoire (Rome antique)
Le consistoire sacré (sacrum consistorum, en grec ancien : θείον συνέδριον) était un conseil restreint à vocation consultative et cérémonielle créé par Constantin Ier pour remplacer l'ancien consilium principis et assister l'empereur dans l'exercice du pouvoir administratif, législatif et judiciaire. Son rôle se maintint dans l'Empire romain d'Orient jusqu'au VIe siècle lorsque l'empereur Justinien le confondit avec celui du Sénat de Constantinople.

## Histoire

### Duconsilium principisauconsistorium principis
Créé sous l'empereur Auguste dans les dernières années de son règne, le consilium principis était devenu au IIIe siècle l'élément principal de l'administration romaine. Composé de l'empereur, des deux consuls et de 15 autres sénateurs, il avait été créé tout d'abord à des fins consultatives, avant d'exercer une influence grandissante sur l'interprétation et l'application de la loi au détriment du Sénat,.
Sous le règne de Dioclétien, marqué par l'aboutissement de nombreuses réformes institutionnelles territoriales et par la sacralisation de la Cour et du Conseil impérial, le consilium principis gagne en importance dans l'appareil de l'État.  
Il est renommé consistorium principis et voit son organisation évoluer. Une hiérarchie interne est mise en place par l'empereur. Celui-ci subordonne les membres du conseil aux magistri scriniorum, chargé du soin des documents personnels de l'empereur,. Il met à sa tête à la place du préfet du prétoire le vicarius a consiliis sacris, qui exerçait une forme de vice-président du conseil ; la présidence étant vraisemblablement exercée par l'empereur lui-même. 

### Le consistoire sacré de Constantin
Constantin Ier transforme l'organisation du pouvoir central, demeurée sensiblement la même depuis le Haut-Empire romain, et renforce encore le pouvoir du consistoire, désormais désigné sous le nom de sacrum consistorium. Un cérémonial spécifique se met en place lors de ses séances, qui insiste sur la sacralité de la présence de l'empereur. 
Le titre de vicarius a consiliis sacris est remplacé par Constantin Ier par celle de quaestor sacri palatii, ou ministre du cabinet impérial. Ce dernier était aussi chargé de préparer les projets de loi, de recevoir les requêtes présentées à l'empereur et de contresigner les lois, édits ou rescrits sortant du cabinet de l'empereur. 

### Disparition sous Justinien
Le Sénat de Constantinople créé par Constantin différait fondamentalement du Sénat de Rome de par la nature de ses membres. Alors que le Sénat romain était constitué de vieilles familles aristocratiques et conservatrices, dont certains membres étaient hostiles aux chrétiens, celui établi dans la nouvelle capitale de l'empire comptait en son sein des personnalités nommées par l'empereur en raison de leurs fonctions administratives. La distinction entre un conseil privé placé à la tête de l'administration et le nouveau Sénat tendait ainsi à se fondre. 
Au VIe siècle, Justinien abolit à toute fin pratique la distinction entre le Sénat et le consistoire.

## Fonction

### Attributions
Les attributions du consistoire sont fort variées. Conseil plus restreint que le Sénat, il est chargé d'assister l'empereur dans l'exercice du pouvoir législatif et dans celui des pouvoirs judiciaires et administratif. C’est en sa présence que j’empereur donne les audiences solennelles notamment aux ambassadeurs étrangers et que les lois générales sont promulguées après avoir été votées par le Sénat. 
Le consistoire assiste l’empereur dans l’exercice de  la juridiction, et délibère, sous sa présidence, sur les affaires importantes de l’administration générale et de la haute politique.

### Fonctionnement
Les réunions du consistoire sont appelées « silentium », parce que ses membres doivent y siéger debout et silencieusement comme dans une chapelle divine (sacrarium), du fait de la présence de l'empereur. Lorsque des sénateurs prennent part aux séances, ces réunions sont désignées sous le nom de « silentium et conventus ».
Sauf dans les affaires judiciaires, dans lesquelles, des employés des scrinia impériaux tiennent le plumitif, les procès-verbaux (notæ) des séances du consistoire sont rédigés et gardés par les secrétaires d’État (notarii ou tribuni et notarii, avec le rang de clarissimi). À leur tête se trouve un premier secrétaire d’État (primicerios notariorum, avec le rang de spectabilis). Les notaires sont par ailleurs employés par l’empereur pour des missions importantes.

## Composition

### Membres
Le consistoire réunit à partir du IVe siècle l'élite des fonctionnaires impériaux. Les quatre ministres palatins, qui sont les principaux hauts-fonctionnaires de l'administration romaine, en sont membres de droit, :
- le questeur du palais sacré (quaestor sacri palatii) qui dirige le cabinet de l'empereur ;
- le maître des offices (magister officiorum), chef des bureaux centraux, chargé des Affaires étrangères et sorte de ministre de l'Intérieur ;
- le comte des largesses sacrées (comes sacrarum largitionum), chargé des finances de l'empire ;
- le comte des affaires privées (comes rerum privatarum), chargé de l'administration des biens de l'empereur.

Divers hauts fonctionnaires de niveau inférieur en sont également membres.

### Comtes du consistoire
Les quatre membres de droit du consistoire reçoivent sous Constantin le titre de comtes du consistoire (comites consistoriani), et sont placés au sommet de la hiérarchie civile et de la noblesse,. Sous les fils de Constantin, ceux-ci reçoivent le clarissimat puis le rang d'illustres sous l'empereur Théodose,.